# Campeonato Mundial de Halterofilia de 2014
El LXXXI Campeonato Mundial de Halterofilia se celebró en Almaty (Kazajistán) entre el 8 y el 16 de septiembre de 2014 bajo la organización de la Federación Internacional de Halterofilia (IWF) y la Federación Kazaja de Halterofilia.
Las competiciones se realizaron en el Palacio de Cultura y Deportes Baluan Sholak de la capital kazaja.

## Medallistas

### Masculino
| Evento          | Oro                                                | Plata                                          | Bronce                                           |
| --------------- | -------------------------------------------------- | ---------------------------------------------- | ------------------------------------------------ |
| 56 kg (08.11)   | Om Yun-Chol Corea del Norte 128 + 168 = 296        | Thạch Kim Tuấn Vietnam 135 + 161 = 296         | Long Qingquan China 133 + 160 = 293              |
| 62 kg (09.11)   | Kim Un-Guk Corea del Norte 150 + 175 = 325         | Eko Yuli Irawan Indonesia 141 + 175 = 316      | Ding Jianjun China 142 + 170 = 312               |
| 69 kg (10.11)   | Liao Hui China 166 + 193 = 359 RM                  | Mohamed Ihab Mahmud · Egipto · 152 + 182 = 334 | Kim Myong-Hyok Corea del Norte 152 + 184 = 334   |
| 77 kg (12.11)   | Zhong Guoshun China 171 + 196 = 367                | Kim Kwang-Song Corea del Norte 163 + 200 = 363 | Kiril Pavlov · Kazajistán · 157 + 195 = 352      |
| 85 kg (13.11)   | Kianush Rostami Irán 178 + 213 = 391               | Ivan Markov Bulgaria 179 + 211 = 390           | Artiom Okulov · Rusia · 174 + 211 = 385          |
| 94 kg (14.11)   | Zhasulan Kydyrbayev · Kazajistán · 179 + 229 = 408 | Aurimas Didžbalis · Lituania · 185 + 214 = 399 | Vadzim Straltsou · Bielorrusia · 176 + 216 = 392 |
| 105 kg (15.11)  | Ilia Ilin · Kazajistán · 190 +242 = 432            | Ruslan Nurudinov Uzbekistán 193 + 239 = 432    | David Bedzhanian · Rusia · 187 + 240 = 427       |
| +105 kg (16.11) | Ruslan Albegov · Rusia · 210 + 252 = 462           | Behdad Salimi Irán 206 + 251 = 457             | Mohamed Masud · Egipto · 193 + 243 = 436         |

1. 1 2 3  Arrancada (kg) + dos tiempos (kg) = total olímpico (kg).
2. ↑  Descalificación por dopaje del medallista de oro, el albano Daniel Godelli.[2]
3. ↑  Descalificación por dopaje del medallista de plata, el kazajo Vladimir Sedov.[3]

### Femenino
| Evento         | Oro                                              | Plata                                             | Bronce                                           |
| -------------- | ------------------------------------------------ | ------------------------------------------------- | ------------------------------------------------ |
| 48 kg (09.11)  | Tan Yayun China 85 + 109 = 194                   | Sibel Özkan Turquía 84 + 105 = 189                | Panida Khamsri Tailandia 81 + 108 = 189          |
| 53 kg (10.11)  | Zulfiya Chinshanlo · Kazajistán · 98 + 134 = 232 | Hsu Shu-Ching China Taipéi 99 + 119 = 218         | Li Yajun China 96 + 118 = 214                    |
| 58 kg (11.11)  | Deng Mengrong China 105 + 130 = 235              | Sukanya Srisurat Tailandia 106 + 125 = 231        | Rattikan Gulnoi Tailandia 100 + 131 = 231        |
| 63 kg (13.11)  | Deng Wei China 110 +142 = 252                    | Tima Turiyeva · Rusia · 112 + 140 = 252           | Choe Hyo-Sim Corea del Norte 108 + 140 = 248     |
| 69 kg (14.11)  | Ryo Un-Hui Corea del Norte 120 + 145 = 265       | Zhazira Zhapparkul · Kazajistán · 118 + 144 = 252 | Chen Youjuan China 118 + 143 = 261               |
| 75 kg (15.11)  | Nadezhda Yevstiujina · Rusia · 126 + 153 = 279   | Kang Yue China 126 + 151 = 277                    | Rim Jong-Sim Corea del Norte 123 +153 = 276      |
| +75 kg (16.11) | Tatiana Kashirina · Rusia · 155 + 193 = 348 RM   | Meng Suping China 140 + 180 = 320                 | Chitchanok Pulsabsakul Tailandia 132 + 162 = 294 |

1. 1 2 3  Arrancada (kg) + dos tiempos (kg) = total olímpico (kg).
2. ↑  Descalificación por dopaje de la medallista de plata, la norcoreana Ri Jong-Hwa.[4]
3. ↑  Descalificación por dopaje de la medallista de oro, la norcoreana Kim Un-Ju.[5]

## Medallero
| Núm. | País            | Oro | Plata | Bronce | Total |
| ---- | --------------- | --- | ----- | ------ | ----- |
| 1    | China           | 5   | 2     | 4      | 11    |
| 2    | Corea del Norte | 3   | 1     | 3      | 7     |
| 3    | Rusia           | 3   | 1     | 2      | 6     |
| 4    | Kazajistán      | 3   | 1     | 1      | 5     |
| 5    | Irán            | 1   | 1     | 0      | 2     |
| 6    | Tailandia       | 0   | 1     | 3      | 4     |
| 7    | Egipto          | 0   | 1     | 1      | 2     |
| 8    | Bulgaria        | 0   | 1     | 0      | 1     |
| 8    | China Taipéi    | 0   | 1     | 0      | 1     |
| 8    | Indonesia       | 0   | 1     | 0      | 1     |
| 8    | Lituania        | 0   | 1     | 0      | 1     |
| 8    | Turquía         | 0   | 1     | 0      | 1     |
| 8    | Uzbekistán      | 0   | 1     | 0      | 1     |
| 8    | Vietnam         | 0   | 1     | 0      | 1     |
| 16   | Bielorrusia     | 0   | 0     | 1      | 1     |
|      | TOTAL           | 15  | 15    | 15     | 45    |